# Amadou Sagna
Amadou Sagna (10 juni 1999) is een Senegalees voetballer die in het seizoen 2022/23 speelt voor Chamois Niortais FC. Sagna is een aanvaller.

## Clubcarrière
Sagna maakte in de zomer van 2019 de overstap van Cayor Foot naar Club Brugge, waar hij een contract voor vier seizoenen ondertekende. Sagna had toen met de Senegalese U20 net goed gepresteerd op het WK onder 20 in 2019. Club Brugge betaalde niet meer dan 100.000 euro voor de flankaanvaller, die ook op interesse van Fenerbahçe SK en Valencia CF kon rekenen.
In januari 2020 werd Sagna, die voor de winterstop slechts drie keer de selectie van het eerste elftal haalde bij Club Brugge, voor de rest van het seizoen uitgeleend aan KV Oostende. Mede vanwege de inkrimping van de competitie door de coronapandemie speelde hij daar geen enkele officiële wedstrijd.
In het seizoen 2020/21 speelde Sagna vijftien competitiewedstrijden voor Club NXT, het beloftenelftal van Club Brugge dat dat seizoen debuteerde in Eerste klasse B. Een seizoen later keerde Club NXT terug naaer de gewone beloftencompetitie, waarop Sagna op 31 augustus 2021 voor de rest van het seizoen werd verhuurd aan de Franse derdeklasser Stade Briochin. In de zomer van 2022 ging hij transfervrij naar Chamois Niortais FC.

## Clubstatistieken
| Seizoen | Club             | Land               | Competitie           | Competitie | Competitie | Beker | Beker | Internationaal | Internationaal | Totaal | Totaal |
| Seizoen | Club             | Land               | Competitie           | Wed.       | Dlp.       | Wed.  | Dlp.  | Wed.           | Dlp.           | Wed.   | Dlp.   |
| ------- | ---------------- | ------------------ | -------------------- | ---------- | ---------- | ----- | ----- | -------------- | -------------- | ------ | ------ |
| 2019/20 | Club Brugge      | Vlag van België    | Jupiler Pro League   | 0          | 0          | 0     | 0     | 0              | 0              | 0      | 0      |
| 2019/20 | → KV Oostende    | Vlag van België    | Jupiler Pro League   | 0          | 0          | 0     | 0     | —              | —              | 0      | 0      |
| 2020/21 | Club NXT         | Vlag van België    | Proximus League      | 15         | 0          | 0     | 0     | —              | —              | 15     | 0      |
| 2021/22 | → Stade Briochin | Vlag van Frankrijk | Championnat National | 19         | 2          | 2     | 0     | —              | —              | 21     | 2      |
| Totaal  | Totaal           | Totaal             | Totaal               | 34         | 2          | 2     | 0     | 0              | 0              | 36     | 2      |

Bijgewerkt op 21 april 2022.

## Interlandcarrière
Sagna haalde in februari 2019 met de Senegalese U20 de finale van de Afrika Cup onder 20. Drie maanden later haalde hij met zijn land de kwartfinale op het WK onder 20. Ondanks de relatief vroege uitschakeling werd Sagna, die in de groepsfase een hattrick scoorde tegen Tahiti en in de achtste finale de score opende tegen Nigeria, verkozen tot Bronzen Schoen.